# Osmose Productions
Osmose Productions – francuska wytwórnia płytowa założona w 1991 roku przez Hervégo Herbauta. Wydaje głównie muzykę dla grup death, black oraz gothic metalowych .
Zespoły muzyczne współpracujące z wytwórnią:
Absu, Allfader, Angelcorpse, Antaeus, Arkhon Infaustus, Axis of Advance, Dark Tranquillity, Demoniac, Detonation, Driller Killer, Enslaved, Extreme Noise Terror, Immortal, Impaled Nazarene, Inhume, Marduk, Melechesh, Mord, Obligatorisk Tortyr, Pan.Thy.Monium, Revenge, Ritual Carnage, Rotting Christ, Sadistik Exekution, Samael, Shining i Yyrkoon.